# Магічне ім'я

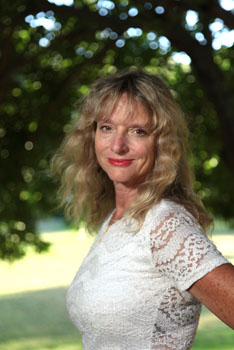
Вікканська жриця, відьма та письменниця Чері Леш має магічне ім'я Серрідвен Фоллінгстар.

Магічне ім'я, або відьмарське ім'я (від англ. craft — «ремесло», йдеться про відьмарство), є вторинним релігійним ім'ям, яке часто використовують практики Вікку та інші форми неоязичницького відьмарства чи магії. Магічні імена можуть бути прийняті як засіб захисту приватного життя (особливо для тих, хто практикує відьмарство в секреті), як вираження релігійної відданості або як частина ритуалу ініціації. Також використовується як захисний метод, оскільки деякі вважають, що «справжнім ім'ям» можна скористатися для ідентифікації особи з метою магічної діяльності (переважно прокляття або пристріту).

## Псевдонім
Ідея використання альтернативного імені як спроби створити іншу персону не обмежується неоязичниками: прийняття Семюелем Клеменсом імені Марк Твен було описано як прийняття магічного імені. До появи неоязичництва подібні псевдоніми використовували автори ґримуарів, таких як «Книга Абрамеліна», яку приписують рабину Якову Моеліну.

## Використання
У традиційних формах Вікки, таких як ґарднеріанська або александрійська, магічні імена зазвичай приймаються з огляду на їхню символіку. Деякі дотримуються думки, що їх варто ретельно охороняти та використовувати лише з членами власного шабашу. Деякі віккани використовують два різних магічних імені, одне з публікою (або з неоязичницькою спільнотою), а інше з товаришами по шабашу. Віккани, які вирішили приховувати свою релігію, щоб уникнути релігійної дискримінації, можуть користуватися магічним ім'ям під час спілкування з пресою. Використання магічних імен як онлайн-маркерів для груп і дискусій, пов'язаних із неоязичництвом або Віккою, стає все більш поширеним.
Використання магічних імен «для зовнішнього використання» (які використовуються поза межами шабашу) є темою дебатів. Деякі ставляться до вибору імені як до урочистої та важливої події, тоді як інші вважають цю практику манірністю, яку слід висміювати.